# Anomalocardia
Anomalocardia је род слановодних морских шкољки из породице Veneridae, тзв, Венерине шкољке.

## Врсте
Према WoRMS
- Anomalocardia cuneimeris (Conrad, 1846)
- Anomalocardia flexuosa (Linnaeus, 1767)
- Anomalocardia nesiotica Pilsbry, 1930
- Anomalocardia puella (Pfeiffer in Philippi, 1846)

- Anomalocardia alfredensis Bartsch, 1915 прихваћен као Eumarcia paupercula (Holten, 1802)
- Anomalocardia auberiana (d'Orbigny, 1853) прихваћен као Anomalocardia puella (Pfeiffer in Philippi, 1846)
- Anomalocardia bowdeniana Dall, 1903 † прихваћен као Pliocardia bowdeniana (Dall, 1903) †
- Anomalocardia brasiliana (Gmelin, 1791) прихваћен као Anomalocardia flexuosa (Linnaeus, 1767)
- Anomalocardia broggi Pilsbry & Olsson, 1943 прихваћен као Iliochione subrugosa (W. Wood, 1828)
- Anomalocardia kockii прихваћен као Eumarcia paupercula (Holten, 1802)
- Anomalocardia leptalea (Dall, 1894) прихваћен као Anomalocardia puella (Pfeiffer in Philippi, 1846)
- Anomalocardia malonei Fischer-Piette, 1968 прихваћен као Timoclea peresi Fischer-Piette & Vukadinovic, 1977
- Anomalocardia mangeri Hertlein & Strong, 1948 прихваћен као Globivenus fordii (Yates, 1890)
- Anomalocardia membranula (Römer, 1860) прихваћен као Anomalocardia puella (Pfeiffer in Philippi, 1846)
- Anomalocardia paupercula (Holten, 1802) прихваћен као Eumarcia paupercula (Holten, 1802)
- Anomalocardia paziana P. Fischer, 1858 прихваћен као Anomalocardia cuneimeris (Conrad, 1846)
- Anomalocardia producta Kuroda & Habe, 1951 прихваћен као Cryptonema producta (Kuroda & Habe, 1951)
- Anomalocardia rugosa Schumacher, 1817 прихваћен као Anomalocardia flexuosa (Linnaeus, 1767)
- Anomalocardia squamosa (Linnaeus, 1758) прихваћен као Anomalodiscus squamosus (Linnaeus, 1758)
- Anomalocardia subrugosa Manger, 1934 прихваћен као Globivenus fordii (Yates, 1890)
- Anomalocardia subrugosa (W. Wood, 1828) прихваћен као Iliochione subrugosa (W. Wood, 1828)

Према ITIS од 1. јуна 2016.:
- Anomalocardia auberiana (d'Orbigny, 1842) – pointed venus
- Anomalocardia brasiliana (Gmelin, 1791) – Carib pointed-venus
- Anomalocardia leptalea (Dall, 1894)

## Синоними
- Cryptogramma Mörch, 1853
- Murcia Römer, 1857 (погрешно: ранији хомоним Murcia Koch, 1835 (Arachnida))
- Triquetra Blainville, 1828
- Venus (Murcia) Römer, 1857